# 672 v.Chr.
Het jaar 672 v.Chr. is een jaartal volgens de christelijke jaartelling.

## Gebeurtenissen

### Egypte
- Koning Necho I (672 - 664 v.Chr.) de eerste farao van de 26e dynastie van Egypte.

### Assyrië
- Koning Esarhaddon benoemt zijn zoon Assurbanipal tot coregent van Assur.
- Kroonprins Shamash-shum-ukin wordt onderkoning van Babylon.
- De astroloog Adad-shumu-usur waarschuwt voor onheil en rampspoed.
- Esarhaddon valt Armenië binnen en verwoest de hoofdstad Uppume.[1]

## Verwijzingen
1. ↑  The Kingdom of Armenia By M. Chahin 2001 Routledge ISBN 0700714529